# لواء المشاة الثامن (لبنان)
لواء المشاة الثامن هي وحدة تابعة للجيش اللبناني شاركت في الحرب الأهلية اللبنانية، وكانت نشطة منذ إنشائها في يناير 1983

## التأسيس
في أعقاب الغزو الإسرائيلي للبنان في يونيو - سبتمبر 1982، اقتنع الرئيس أمين الجميل، بأن وجود قوة دفاع وطنية قوية وموحدة شرطا أساسيا لإعادة بناء الأمة، وأعلن خططاً لتكوين جيش يضم 60 ألف رجل منظم في اثني عشر لواء (تم إنشاؤها من أفواج المشاة الحالية)، مدربين ومجهزين من قبل فرنسا والولايات المتحدة. في أواخر عام 1982، تم إعادة تنظيم فوج المشاة الثامن وتوسيع نطاقه ليشمل مجموعة لواء تضم 2000 رجل، منهم 80 ٪ من المسيحيين الموارنة من منطقة عكار الشمالية، مع 20 ٪ المتبقية كانوا من المسلمين السنة، والتي أصبحت في 1 يناير 1983 لواء المشاة الثامن.

## الهيكل والتنظيم
نمت الوحدة الجديدة من كتيبة قليلة القوة تضم ثلاث شركات بندقية إلى لواء مشاة ميكانيكي مجهز بالكامل، قادر على محاذاة كتيبة مقر القيادة (HQ)، كتيبة مدرعة مجهزة بسيارات بانهارد AML-90 المدرعة ودبابات خفيفة AMX-13  (استعيض عنها في التسعينات بدبابات T-55A التي تبرعت بها سوريا) و 34 دبابة قتال رئيسية أمريكية M48A5 (MBTs)،  ثلاث كتائب مشاة ميكانيكية (87، الكتيبتان الأخريان غير معروفة) 90 ناقلة جند مدرعة أمريكية M113 (APC)  وكتيبة مدفعية (85) تزرع مدافع هاوتزر عيار 18 ملمًا أمريكية من عيار 155 ملم، بما في ذلك بطارية من اثني عشر مدفع هاون من طراز Hotchkiss-Brandt TDA MO-120-RT-61 120 ملم. أرسل اللواء أيضًا كتيبة دعم لوجستية، مجهزة بمركبات اتصال وسيارات نقل مثل سيارات جيب M151A2 الأمريكية وسيارات لاند روفر الطويلة بقاعدة عجلات III وشيفروليه C20 ودودج رام (الجيل الأول)، بالإضافة إلى شاحنات عسكرية أمريكية M35A2 2½ طن (6 × 6) شاحنات. يقع مقر اللواء في الريحانية، في قضاء بعبدا، بشرق بيروت، بينما كانت وحداته متمركزة في ضواحي مجمع وزارة الدفاع في اليرزة، الواقع في قضاء بعبدا.

## تاريخ القتال

### الحرب الأهلية اللبنانية

#### حرب الجبل 1983-1984
في عام 1983، احتل الحزب التقدمي الاشتراكي مواقع قوات الأمن الداخلي اللبنانية في الضاحية الجنوبية والجزء الغربي من بيروت. وتم نشر اللواء الثامن لاستعادة هذه المواقع بالقوة. وخلال هذه الفترة، مع انسحاب مفاجئ ل الجيش الإسرائيلي (IDF) من جبل لبنان إلى المنطقة اللبنانية الجنوبية، قام مقاتلين موالين لسوريا من الميليشيات الفلسطينية والدروز بدعم من دبابات الجيش السوري والمدفعية باقتحام قرى مسيحية في مناطق بحمدون والشوف وأجبرت سكانها على الفرار من الفظاعة أثناء البحث عن ملجأ في بلدة دير القمر المسيحية. تم نشر اللواء الثامن مرة أخرى في سلسلة سوق الغرب، لمنع تقدم الميليشيات الموالية لسوريا من الوصول إلى المناطق المسيحية وتهديد وزارة الدفاع في اليرزة، وكذلك القصر الرئاسي في بعبدا. ودافع اللواء الثامن بقوة عن الجبهة التي يبلغ طولها 15 ميلًا، مما أدى إلى تراجع المحاولات العديدة للاستيلاء على بقية المناطق المسيحية.
من عام 1983 إلى عام 1984 تحمل اللواء الثامن العبء الأكبر من المعارك ضد ميليشيا الحزب الإشتراكي في سوق الغرب وضد الميليشيات اليسارية في غرب بيروت،  بتحريض من الحكومة السورية لتعزيز سيطرتها على لبنان وسط فشل اللبنانيين الإسرائيليين محادثات السلام.

#### سنوات ما بعد-شوف 1984-1988
في يونيو 1984 وافقت جميع الأطراف على وقف إطلاق النار النهائي، من أجل تشكيل حكومة وطنية. وعين العماد ميشال عون قائدا للجيش تم تعيين العقيد سالم كلاس الذي حقق كنائب لرئيس أركان اللواء الثامن، قائداً للواء الجديد.
وفي أعقاب الأزمة السياسية اللبنانية خلال الفترة 1984-1985، حاولت الحكومة السورية فرض تعديلات دستورية باستخدام الميليشيات الموالية لسوريا للتسلل إلى خطوط المناطق المسيحية المتمتعة بالحكم الذاتي. وكانت مهمة اللواء الثامن هي وقف تدخل الحكومة السورية ووقف هجمات الميليشيات الموالية لسوريا من خلال الدفاع عن المناطق المسيحية.
وخلال حرب المخيمات مايو 1985، شاركت كتيبة المشاة 87 من لواء المشاة الثامن المدعومة من الشيعة ومن اللواء السادس وميليشيا امل الشيعية في معركة ضد القوات الموالية لياسر عرفات وحركة فتح من أجل السيطرة على مخيمات صبرا وشاتيلا وبرج البراجنة في غرب بيروت واللتي بائت بالفشل.
في 15 كانون الثاني / يناير 1986، أمر اللواء الثامن باحتواء القتال الداخلي الانفصالي داخل القوات اللبنانية بعد توقيع ما يسمى «الاتفاق الثلاثي» في دمشق من قبل إيلي حبيقة، قائد ميليشيا القوات اللبنانية المارونية المسيحية، ووليد جنبلاط من الحزب الاشتراكي التقدمي الدرزي / جيش التحرير الشعبي (PSP / PLA) ونبيه بري من ميليشيا حركة أمل مسلم الشيعية والحكومة السورية.
وقد عارض نائب قائد القوات اللبنانية سمير جعجع الاتفاق وقاد انقلاباً لإزالة إيلي حبيقة من قيادته، حيث تنازل إيلي حبيقة عن تسليم سلطته إلى سمير جعجع وترك المناطق المسيحية، وسعى اللواء الثامن إلى نقل إيلي حبيقة ورجاله بأمان من مقرهم في شرق بيروت إلى وزارة الدفاع في اليرزة، من أجل ترحيلهم إلى مدينة زحلة المسيحية في وادي البقاع الذي تسيطر عليه سوريا. وبعد عشرة أيام من ترحيل إيلي حبيقة دمر مقاتلو ميليشيا الحزب السوري القومي الاجتماعي المدعومين بدبابات الجيش السوري والمدفعية الميدانية مواقع الجيش اللبناني في التلال المطلة على بكفيا، مسقط رأس الرئيس أمين الجميل، في حي المتن الشمالي. وأمرت قوات اللواء الثامن بالهجوم المضاد بسرعة ومنع رجال ميليشيا قوات الأمن القومي من التقدم أعمق نحو بكفيا، وبعد ثلاثة أيام من القتال العنيف أوقف اللواء التقدم واستعاد الخطوط الدفاعية للجيش، وأعاد مقاتلي قوات الأمن الخاصة إلى مواقعهم الأصلية في قرية ضهور الشوير.

### سنوات ما بعد الحرب الأهلية 1990 حتى الآن
عند نهاية الحرب في أكتوبر 1990، أُعيد دمج اللواء الثامن في هيكل القوات المسلحة اللبنانية.